# Campionato argentino di rugby a 15 1992
Il Campionato argentino di rugby a 15 1992  è stato vinto dalla selezione di Tucumàn che ha battuto in finale la selezione della Córdoba.
Le 19 squadre partecipanti erano divise in tre livelli: "Campeonato", "Ascenso", "Clasificacion".

## Torneo "campeonato"
Le 8 squadre della prima divisione erano divise in due gironi di 4 squadre.

### Girone "A"
|              | Tuc.  | Cuy   | B.A.  | S.Fè  |
| ------------ | ----- | ----- | ----- | ----- |
| Tucumàn      | ––––  | 37-23 | 28-22 | 34-12 |
| Cuyo         | 23-37 | ––––  | 39-17 | 30-13 |
| Buenos Aires | 22-28 | 17-39 | ––––  | 66-22 |
| Santa Fè     | 12-34 | 13-30 | 22-66 | ––––  |

| pos | Squadra  | G. | V. | N. | P. | P+  | P-  | Diff. | Pt. |
| 1   | Tucumán  | 3  | 3  | 0  | 0  | 99  | 57  | 42    | 6   |
| 2   | Cuyo     | 3  | 2  | 0  | 1  | 92  | 67  | 25    | 4   |
| 3   | URBA     | 3  | 1  | 0  | 2  | 105 | 89  | 16    | 2   |
| 4   | Santa Fé | 3  | 0  | 0  | 3  | 47  | 130 | -83   | 0   |

### Girone "B"
|            | Cba   | Ros    | S J   | E R    |
| ---------- | ----- | ------ | ----- | ------ |
| Córdoba    | ––––  | 30-26  | 58-10 | 33-13  |
| Rosario    | 26-30 | ––––   | 74-17 | 118-39 |
| San Juan   | 10-58 | 17-74  | ––––  | ..10-6 |
| Entre Rios | 13-33 | 39-118 | 6-10  | ––––   |

| pos | Squadra    | G. | V. | N. | P. | P+  | P-  | Diff. | Pt. |
| 1   | Córdoba    | 3  | 3  | 0  | 0  | 121 | 49  | 72    | 6   |
| 2   | Rosario    | 3  | 2  | 0  | 1  | 216 | 86  | 130   | 4   |
| 3   | San Juan   | 3  | 1  | 0  | 2  | 37  | 138 | -99   | 2   |
| 4   | Entre Rios | 3  | 0  | 0  | 3  | 58  | 161 | - 103 | 0   |

Retrocede:Entre Rios

### Semifinali
| Corrientes 31 ottobre 1992 | Córdoba | 43 – 12 | Cuyo | Aranduroga Rugby Club |

| Corrientes 31 ottobre 1992 | Tucumàn | 37 – 30 | Rosario | Aranduroga Rugby Club |

### Finale 3-4 posto
| Corrientes 1º novembre 1992 | Cuyo | 28 – 24 | Rosario | Aranduroga Rugby Club |

### Finale
| Corrientes 1º novembre 1992 | Tucumàn | 16 – 11 | Córdoba | Aranduroga Rugby Club |

## Zona "Ascenso"

### Girone C
|               | MdP   | Sur   | A-V   | Cnt  |
| ------------- | ----- | ----- | ----- | ---- |
| Mar del Plata | ––––  | 21-10 | 52-22 | 99-0 |
| Sur           | 10-21 | ––––  | 30-23 | 93-3 |
| Alta Valle    | 22-52 | 23-30 | ––––  | 47-7 |
| Centro        | 0-99  | 3-93  | 7-47  | –––– |

| pos | Squadra       | G. | V. | N. | P. | P+  | P-  | Diff. | Pt. |
| 1   | Mar del Plata | 3  | 3  | 0  | 0  | 121 | 49  | 72    | 6   |
| 2   | Sur           | 3  | 2  | 0  | 1  | 218 | 86  | 132   | 4   |
| 3   | Alta Valle    | 3  | 1  | 0  | 2  | 37  | 138 | -101  | 2   |
| 4   | Centro        | 3  | 0  | 0  | 3  | 58  | 161 | -103  | 0   |

Pronossa: Mar del Plata
Retrocede:Centro

### Girone D
|          | NOE   | SAL   | STG   | MIS   |
| -------- | ----- | ----- | ----- | ----- |
| Noroeste | ––––  | 27-20 | 28-7  | 27-14 |
| Salta    | 20-27 | ––––  | 12-13 | 88-17 |
| Santiago | 7-28  | 13-12 | ––––  | 17-32 |
| Misiones | 14-27 | 17-88 | 32-17 | ––––  |

| pos | Squadra  | G. | V. | N. | P. | P+  | P-  | Diff. | Pt. |
| 1   | Noroeste | 3  | 3  | 0  | 0  | 82  | 41  | 41    | 6   |
| 2   | Salta    | 3  | 1  | 0  | 2  | 120 | 57  | 63    | 2   |
| 3   | Santiago | 3  | 1  | 0  | 2  | 37  | 72  | - 25  | 2   |
| 4   | Misiones | 3  | 1  | 0  | 2  | 63  | 132 | - 69  | 2   |

Pronossa: Noreste  (Salta seconda classificata per miglior differenza punti negli scontri diretti con Santiago e Misiones ) 
Retrocede:Misiones

## "Clasificacion"
|         | CHU   | AUS   | OES   |
| ------- | ----- | ----- | ----- |
| Chubut  | ––––  | 44-5  | 32-24 |
| Austral | 5-44  | ––––  | 29-24 |
| Oeste   | 24-32 | 24-29 | ––––  |

| pos | Squadra | G. | V. | N. | P. | P+ | P- | Diff. | Pt. |
| 1   | Chubut  | 2  | 3  | 0  | 0  | 76 | 29 | 47    | 4   |
| 2   | Austral | 2  | 1  | 0  | 2  | 34 | 68 | -34   | 2   |
| 3   | Oeste   | 2  | 0  | 0  | 2  | 48 | 61 | - 13  | 0   |

Pronossa: Chubut